# Alsbach-Hähnlein
Alsbach-Hähnlein település Németországban, Hessen tartományban. Lakosainak száma 9208 fő (2023. december 31.). Alsbach-Hähnlein Bickenbach (Bergstraße), Seeheim-Jugenheim, Bensheim, Zwingenberg és Gernsheim községekkel határos.

## Népesség
A település népességének változása:
| Lakosok száma | 9203 | 9242 | 9146 | 9080 | 9178 | 9208 |
|               | 2014 | 2017 | 2019 | 2021 | 2022 | 2023 |